# Bezděčín (Obrataň)
Bezděčín (německy Besdietschin) je malá vesnice, část obce Obrataň v okrese Pelhřimov. Nachází se asi 2,5 km na jihozápad od Obrataně. Bezděčín leží v katastrálním území Bezděčín u Obrataně o rozloze 1,89 km2. V katastrálním území Bezděčín u Obrataně leží i Údolí.

## Název
Název se vyvíjel od varianty Bezdyeczinye (1396), Bezdiecžyn (1654). Místní jméno znamenalo Bezděkův (dvůr).

## Historie
První písemná zmínka o obci pochází z roku 1396.
V letech 1850–1880 byla vesnice součástí obce Křeč, v letech 1890–1950 samostatnou obcí a od roku 1961 se stala součástí obce Obrataň. V letech 1890–1959 k obci patřily Nové Dvory.

## Pamětihodnosti
- Kaplička se zvoničkou